# Contee del Kansas

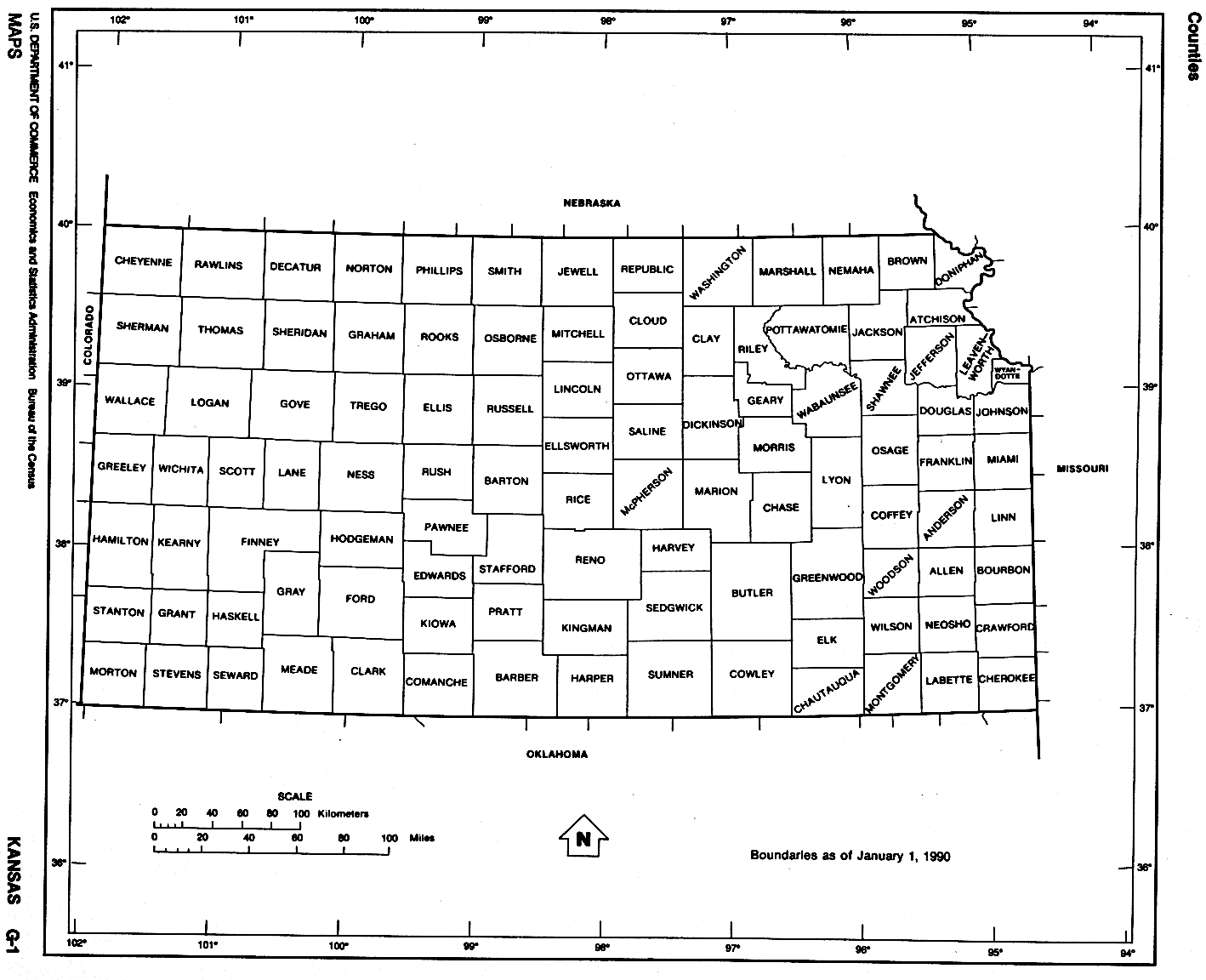
Contee del Kansas

Lista delle 105 contee del Kansas, negli Stati Uniti d'America:
1. Allen
2. Anderson
3. Atchison
4. Barber
5. Barton
6. Bourbon
7. Brown
8. Butler
9. Chase
10. Chautauqua
11. Cherokee
12. Cheyenne
13. Clark
14. Clay
15. Cloud
16. Coffey
17. Comanche
18. Cowley
19. Crawford
20. Decatur
21. Dickinson
22. Doniphan
23. Douglas
24. Edwards
25. Elk
26. Ellis
27. Ellsworth
28. Finney
29. Ford
30. Franklin
31. Geary
32. Gove
33. Graham
34. Grant
35. Gray
36. Greeley
37. Greenwood
38. Hamilton
39. Harper
40. Harvey
41. Haskell
42. Hodgeman
43. Jackson
44. Jefferson
45. Jewell
46. Johnson
47. Kearny
48. Kingman
49. Kiowa
50. Labette
51. Lane
52. Leavenworth
53. Lincoln
54. Linn
55. Logan
56. Lyon
57. Marion
58. Marshall
59. McPherson
60. Meade
61. Miami
62. Mitchell
63. Montgomery
64. Morris
65. Morton
66. Nemaha
67. Neosho
68. Ness
69. Norton
70. Osage
71. Osborne
72. Ottawa
73. Pawnee
74. Phillips
75. Pottawatomie
76. Pratt
77. Rawlins
78. Reno
79. Republic
80. Rice
81. Riley
82. Rooks
83. Rush
84. Russell
85. Saline
86. Scott
87. Sedgwick
88. Seward
89. Shawnee
90. Sheridan
91. Sherman
92. Smith
93. Stafford
94. Stanton
95. Stevens
96. Sumner
97. Thomas
98. Trego
99. Wabaunsee
100. Wallace
101. Washington
102. Wichita
103. Wilson
104. Woodson
105. Wyandotte